# هال (آلمان)
هال (به آلمانی: Haale) یک شهر در آلمان است که در رندسبورگ-اکرنفورده واقع شده‌است. هال ۴۹۸ نفر جمعیت دارد.